# 국공
국공(國公)은 전근대 동아시아에서 국(國) 단위의 영지를 하사받은 공작위를 일컫는다. 군공보다 그 지위가 높으며 대표적인 국공위로는 영국공이 있다.